# Wesley Oliveira Collyer
Wesley Oliveira Collyer, ou Wesley Collyer, por seu nome literário (Rio Branco, Acre, 10 de março de 1947), é capitão de longo curso da Marinha Mercante, tendo navegado mais de 452.000 milhas, o equivalente a mais de 16 voltas em torno da terra,[1] e ocupou o cargo de Inspetor Geral na Frota Nacional de Petroleiros (Fronape, atual Transpetro)[2]. 
É magistrado federal do trabalho inativo, mestre em Direito das Relações Internacionais, Comércio e Atividade Portuária (Univali), professor de Direito Marítimo e autor de cinco livros e diversos artigos técnicos e científicos.[3]

## Biografia
Nascido em Rio Branco, Acre, em 10 de março de 1947, filho de Aluízio Sampaio Collyer e Semíramis Oliveira Collyer. Ainda criança, viveu em Belém do Pará, e, aos 13 anos, acompanhou a sua família para o Rio de Janeiro (RJ). Vive em Florianópolis (SC) desde 2000.
O Comandante Wesley Collyer é descendente de uma família de navegantes com origem na Inglaterra e raízes nos Estados Unidos. Inúmeros componentes da família atuaram na marinha mercante, inicialmente nos Estados Unidos e depois no Brasil.[4]
Seu bisavô, Charles Clairville Collyer, nasceu em Nova Yorque, Estado de Nova Yorque, EUA, em 03 de maio de 1834, e faleceu em Belém, PA, em 23 de fevereiro de 1894. Charles foi o fundador da família Collyer no Brasil. Em 1859, no comando do seu próprio navio, o vapor “Eureka”, adentrou a baía do povoado de Nossa Senhora de Nazareth da Vigia, no Estado do Pará, e fixou residência em Belém.
Seu avô, Charles Raymond Collyer (Belém, PA, em 17 de setembro de 1864 – Belém, PA, 20 de julho de  1945), formou-se engenheiro de máquinas nos Estados Unidos e foi chefe de máquinas na Marinha Mercante Brasileira.

## Formação
Wesley Collyer é Oficial da Marinha Mercante pela antiga Escola de Marinha Mercante do Rio de Janeiro, hoje Centro de Instrução Almirante Graça Aranha (CIAGA), a partir de 1968.
Bacharel em Direito pelo Instituto Metodista Bennett, em 1983.
Curso de Altos Estudos de Política e Estratégia da Escola Superior de Guerra, em 1990, com 893 horas/aula.
Mestre em Ciência Jurídica pela Universidade do Vale do Itajaí (UNIVALI), em 2007.
Doutorando em Direito pela Universidade de Buenos Aires.

## Carreira na Marinha Mercante
Wesley Collyer cursou a Escola de Marinha Mercante do Rio de Janeiro (hoje Escola de Formação de Oficiais da Marinha Mercante), no período 1965-1968, e fez o seu treinamento a bordo do Navio de Transporte de Tropas (NTrT) Ary Parreiras, da Marinha do Brasil (na Força Tarefa 12, em 1966), e dos navios do Lloyd Brasileiro “Princesa Isabel”, “Princesa Leopoldina”, “Anna Nery”, “Rosa da Fonseca” e “Loide Argentina”.
Em 09/10/1968, foi admitido como 2º Oficial de Náutica na Frota Nacional dos Petroleiros – Petrobras (hoje Transpetro), onde atuou de 1968 a 1994, tendo completado todos os cursos da carreira, desde 2º Oficial de Náutica a Capitão de Longo Curso.
Exerceu os cargos de 2º Oficial de Náutica nos navios petroleiros “Gabriel da Fonseca” e “Buracica”.
Em 1969, foi requisitado para compor a guarnição do N/T “Horta Barbosa”[7], cuja construção acompanhou em sua parte final no Estaleiro Odense Staalskibsvrft (Dinamarca). Collyer permaneceu como 2º Oficial de Náutica de 16 de dezembro de 1969 a 30 de novembro de 1971, nas linhas do Golfo Pérsico-Brasil, Mar Vermelho-Brasil, África-Brasil e Golfo Pérsico-Europa.
Atuou como 1º Oficial, na qualidade de encarregado da navegação e escrivão de bordo ad hoc do “Presidente Prudente de Moraes” (28 de janeiro de 1972 a 11 de maio de 1973). Nessa função, acompanhou a operação de “jumboisation” (jumborização) do navio (julho a novembro de 1972), nos estaleiros da Ishikawajima-Harima Heavy Industries, em Yokohama, Japão.
Também como 1º Oficial, em 1974, Collyer foi requisitado para compor a guarnição do VLCC “Cairu”, tendo acompanhado sua construção no estaleiro da Ishikawajima-Harima Heavy Industries Co., Ltd., em Kure, Japão.
Em 1976, assumiu a função de Imediato (subcomandante) do navio “Presidente Wenceslau”. Já como capitão de cabotagem e capitão de longo curso, Collyer respondeu pelo comando do Navio-Processo “Presidente Prudente de Moraes”, do NT “Água Grande” e do Propaneiro “Petrobras Nordeste”, totalizando dois anos na função.
Criou, implantou, coordenou e foi instrutor do Curso de Oficiais, do Curso de Comando e do Curso de Chefia de Máquinas da Frota Nacional de Petroleiros, de 1979 a 1982.
Dentro desse mesmo período, foi instrutor de Operação de Lavagem de Tanques com Óleo Cru (Crude Oil Washing – COW), para cumprimento da Resolução A 446 (XI) da International Maritime Organization (IMO), órgão da ONU, nos Cursos para Oficiais e Comandantes, da Frota Nacional de Petroleiros, no Rio de Janeiro, e de uma turma da Flota Petrolera Ecuatoriana (Flopec).
De 25 de janeiro de 1984 a 01 de agosto de 1986, foi Inspetor Geral da Frota Nacional de Petroleiros (FRONAPE). Em 1986, assumiu a Coordenação de Programas de Produtividade da Coordenadoria de Programas de Desenvolvimento do Serviço de Pessoal da Petrobras, de 1º de agosto a 30 de novembro de 1986.
Wesley Collyer atuou também como juiz civil (Suplente) do Tribunal Marítimo, de 22 de dezembro de 1986 a 05 de julho de 1988.[5]
Entre 01 de dezembro de 1986 a 31 de maio de 1992, foi chefe do Setor de Regimes Especiais de Trabalho da Petrobras (depois Setor de Marítimos), responsável por toda a área administrativa, inclusive salarial, dos quase 5.000 empregados marítimos, portuários e fluviários da Petrobras. Também atuou como Negociador Trabalhista da Petrobras (na área de Trabalho Marítimo), no mesmo período.
Em 1991, foi membro do Grupo-Tarefa-Diagnosticador que elaborou o Diagnóstico Interno Estratégico do Sistema Petrobras no âmbito do Departamento de Recursos Humanos.

## Carreira jurídica
Wesley Collyer formou-se Bacharel em Direito pela Faculdade de Direito do Instituto Metodista Bennett/RJ, em 1983, com estágio de Prática Forense e Organização Judiciária.
Em 1994, foi aprovado em concurso para Juiz Federal do Trabalho da 8ª Região. Entre 1994 e 2000, atuou como juiz federal do Trabalho, nas cidades de Belém, Marabá (PA), Castanhal (PA), Calçoene (AP) e Almeirim (PA).[6]
A partir de 2004, passou a atuar na cátedra de Direito Marítimo e Portuário em cursos de Pós-Graduação em Instituições de Ensino Superior. Entre 2011 e 2014, atuou como professor visitante no Centro Universitário Maurício de Nassau, em Recife (PE).
Foi professor visitante em 2008 e 2009 nos Cursos de Direito Aduaneiro e Comércio Exterior e Direito do Transporte Aquaviário e da Atividade Portuária, na UNIVALI - Universidade do Vale de Itajaí (SC) e, em 2011 e 2012,  na Faculdade de Direito de Vitória (ES).

## Carreira como escritor
Foi presidente da Academia Catarinense de Letras e Artes (ACLA) durante 12 anos, de 06/08/2005 a 04/03/2017.[7]
O seu poema “Teu Corpo Meu” foi publicado no livro “O Jardim de Judith”, de Ruth Laus (coord.), ed. Centro Cultural Harry Laus, 2004. Além disso, o poema foi selecionado no Concurso Internacional da Academia Il Convívio, da Itália, e publicado em italiano e português na “Antologia del premio Poesia, Prosa e Arti Figurative 2005”, da mesma Academia.

## Livros publicados
Dicionário de Comércio Marítimo, Shipping Terms – Termos técnicos utilizados no Comércio Marítimo Internacional. São Paulo: Ed. Aduaneiras, 5ª edição (inglês-português), 2015, com Marco A. Collyer (2015). Essa obra é referência na disciplina e consta da bibliografia recomendada pelo Tribunal Marítimo para o Concurso Público para Provimento de Cargos de Juízes daquele Tribunal e para trabalhos científicos.
Mar de Memórias. Blumenau: Ed. Nova Letra, 2006, que o levou a ser entrevistado no “Programa do Jô”, da Rede Globo, em 04/08/2011.
Ética na Política – A indignação de quem trabalha por um Brasil melhor. Florianópolis: Ed. Modelo, 2ª ed., 2010.
A Água de Lastro e seus riscos ambientais (Cartilha), diversos autores. São Paulo: Associação Água de Lastro Brasil, 2009.
Lei dos Portos – o Conselho de Autoridade Portuária e a busca da eficiência. São Paulo: Editora Lex, 2008 (lançado na Bienal Internacional do Livro de SP, 2008).
Poesias em Três Estações. Florianópolis: edição do autor, 2003.

## Artigos publicados
* Mortes no Trânsito. Diário Catarinense, Florianópolis/SC, p. 55, 01/12/2002.
* O Porto de Itajaí e a Incompetência. Diário do Litoral, Itajaí - SC, p. 43, 29/07/2009.
* Os gargalos dos portos, o Conselho de Autoridade Portuária e a Secretaria Especial de Portos. Revista Portos e Navios, v. 578, pp. 44-45, 2009.
* Portos brasileiros – da abertura aos dias atuais. Revista Eletrônica do Centro dos Capitães da Marinha Mercante, Rio de Janeiro, 11/07/2008.
* O Papel do Comandante na Produção de Provas. Boletim do Centro dos Capitães da Marinha Mercante, Rio de Janeiro, v. out/90, pp. 2-3, 1990.
* Acidentes de Navegação. Boletim do Centro dos Capitães da Marinha Mercante, Rio de Janeiro/RJ, pp. 4-5, 01 out. 1986.
* Como Ver Melhor à Noite. Boletim Técnico da Petrobras, Rio de Janeiro/RJ, p. 3, 10 mar. 1982.
* O Uso do VHF no Mar. Boletim Técnico da Petrobras, Rio de Janeiro/RJ, p. 3 - 4, 10 mar. 1982.          
* O Calendário Universal: Proposta de Padronização. Jornal “O Liberal”, Belém/PA, 13/11/1995.                                   
* SOS: Breve história do mais conhecido Sinal de Socorro Marítimo. Revista Eletrônica do Centro dos Capitães da Marinha Mercante, Rio de Janeiro, nº 147, de 17/08/2018, pp. 16-19.
* Quem é a Autoridade Portuária Brasileira? Revista Portos e Navios, v. 563, p. 39-39, 2007.
* Praticagem: a necessária discussão. Revista Portos e Navios, Rio de Janeiro, v. 565, p. 44, 01/02/2008.
* Sobre-estadia de Navios: a regra once on demurrage, always on demurrage. Jus Navigandi, Teresina, ano 11, n. 1166, 2006. p. 1-3.
Água de lastro, bioinvasão e resposta internacional. Revista Jurídica da Presidência da República, Brasília, v. 9, n. 84, ISSN 1808-2807, 2007.
* A Autoridade Portuária Brasileira. In: CASTRO JUNIOR, Osvaldo Agripino de, e PASOLD Cesar L. (Org.). Direito Portuário, Regulação e Desenvolvimento. Belo Horizonte: Ed. Fórum, 2010, pp. 99-116.
* Chefia e Liderança na Marinha Mercante. Rio de Janeiro: 1979 (apostila). Utilizada na Disciplina “Chefia e Liderança”, nos Cursos da Frota Nacional de Petroleiros (Transpetro) e como apostila-texto nos Cursos de Aperfeiçoamento de Oficiais do Centro de Instrução Almirante Graça Aranha (CIAGA) e Centro de Instrução Almirante Brás de Aguiar (CIABA), do Comando da Marinha.
* Saint- Exupéry - Muito Além do Pequeno Príncipe. Diário Catarinense, Caderno DC Cultura, p. 13, 30/07/2005, com chamada na 1ª página.
* Saint-Exupéry, o mar e o navio. Diário de Bordo - Boletim Técnico do Centro dos Capitães da Marinha Mercante, Rio de Janeiro/RJ, publicado em três edições sequenciais em 1997.
* Alberto Senra Guimarães. Diário de Bordo - Boletim Técnico do Centro dos Capitães da Marinha Mercante, Rio de Janeiro/RJ, pp 6-7, 01/01/2003.
* Pequena homenagem a um mito. Diário de Bordo - Boletim Informativo do Centro dos Capitães da Marinha Mercante, Rio de Janeiro/RJ, pp 6-7, 01/071996.
* Carta ao Comte. Ventura - Um registro para a memória da Marinha Mercante Brasileira. Revista Eletrônica do Centro dos Capitães da Marinha Mercante, Rio de Janeiro, nº 142, de 15/03/2017, pp. 5-7.
* Baobá - A árvore do tempo. Revista Eletrônica do Centro dos Capitães da Marinha Mercante, Rio de Janeiro, nº 149, de 30/06/2020, pp. 17-18.
* A Lua Azul. Revista Eletrônica do Centro dos Capitães da Marinha Mercante, Rio de Janeiro, nº 98, de 15/08/2012 p. 16.

## Entrevistas na Televisão
Ao “Programa do Jô” em 04/08/2011, por seu livro “Mar de Memórias”, em que relata o lançamento do corpo de um marinheiro ao mar.
À Primer TV, de São José, SC, uma série de 21 entrevistas sobre assuntos concernentes à profissão marinheira.
Ao Canal TV Costa Ocidental, dos Açores, entrevista intitulada “Serenidade de Navegante”, 60 minutos, em 2016.
Conversas Cruzadas, da TVCom, sobre os temas: “Interferência dos movimentos sociais no comportamento do Governo”; (25/06/2013), “Delação premiada” (09/09/2014), “Aposentadoria precoce do ministro do STF e seu legado” (20/06/2014), “Operação da PF contra a corrupção” (21/11/2014).
TVCom Entrevista, “Os desafios do mar” (13/09/2014).
Ã TV Justiça, Rede Nacional, sobre os temas “Mediação e Conciliação na Justiça do Trabalho” (novembro/2004) e “Panorama Sindical Brasileiro” (maio/2005), ambas com 60 min. de duração.

## Outras entrevistas
À Rádio Udesc FM, no programa “Ação e Cidadania”, em 21/05/2012, das 10h30 às 11h;
À revista “Portos e Navios”, para a matéria “Advogados do Mar”, edição de setembro/2008.
Ao jornal Gazeta do Povo, de Curitiba, sobre irregularidades no Porto de Paranaguá (31/01/2011).
Ao Jornal do Commercio, sobre “Construção Naval no Brasil”, 01/07/1991.
Ao Jornal de Beltrão. “O lobo-do-mar Wesley Collyer e seu “Mar de Memórias””. Jorge Baleeiro de Lacerda. 01 de junho de 2013.

## Prêmios e comendas
1. Ordem do Mérito “Jus et Labor”, do Tribunal Regional do Trabalho da 8ª Região, no grau de Oficial, em 2016.[8]
2. Medalha do Mérito e Diploma Francisco Dias Velho, da Câmara dos Vereadores de Florianópolis, pelos “relevantes serviços prestados à comunidade florianopolitana”, em 23 de março de 2008 (Lei Municipal 5.932/2008).[9]